# Adetus fuscopunctatus
Adetus fuscopunctatus es una especie de escarabajo del género Adetus, familia Cerambycidae. Fue descrita científicamente por Aurivillius en 1900.
Habita en Venezuela. Los machos y las hembras miden aproximadamente 11 mm.